# Nueva Marilândia
Nova Marilândia es un municipio brasileño del estado de Mato Grosso. Se localiza a una latitud 14º21'52" sur y a una longitud 56º58'08" oeste, estando a una altitud de 300 metros. Su población estimada en 2004 era de 2.798 habitantes.
Posee un área de 1954,21km².